# José Luis Cruz
José Luis Cruz Figueroa (Francisco Morazán, Honduras, 9 de febrero de 1952-27 de enero de 2021, San Pedro Sula ), exfutbolista hondureño. Jugó de Defensa en la selección de fútbol de Honduras.

## Biografía
Luis Cruz fue un defensa central que tuvo una trayectoria llena de triunfos en fútbol de Honduras. Desde San Junacito llegó a Tegucigalpa a enrolarse en las filas del Club Deportivo Motagua con tan solo 16 años de edad. A largo de su carrera como futbolista; Luis Cruz jugó la cantidad de más 320 partidos en 18 años de jugador profesional.
Con el club capitalino Luis Cruz participó desde 1970 hasta 1975, ganando dos campeonatos y un subcampeonato. Después de su participación con el Club Deportivo Motagua, Luis Cruz se enroló en el Real Club Deportivo España donde se coronó campeón en 1975 y en 1976. Cruz también jugó las finales de 1977 y 1978 donde el equipo 'Aurinegro' se tuvo que conformar con el subcampeonato. 
Luego de su participación en el Real Club Deportivo España, Luis Cruz firmó con el Atlético Morazán. En ese equipo el defensor; participó en 87 partidos llegando a lograr el subcampeonato en el año de 1981. 
Desde el Atlético Morazán, Luis Cruz regresó al Club Deportivo Motagua donde participó en más de 80 encuentros. Finalmente, para la temporada 1987-1988 terminó su participación en la Liga Nacional de Fútbol de Honduras jugando para el club de la Universidad donde participó en más de 20 encuentros.

## Selección nacional
Tuvo una extensa participación con la selección de Honduras. Su primera participación en las eliminatorias fue para Alemania 1974. 
Honduras tuvo una aceptable participación, al vencer a Trinidad y Tobago por 2-1, empatar a cero con México. No obstante el equipo hondureño perdió prácticamente la clasificación, al caer derrotada por Haití por 1-0. 
Entre los jugadores que participaron al lado de Cruz, se encontraban: el arquero Jimmy Stewart, Jaime Villegas, Rubén Guifarro, Mariano Godoy y Jorge Bran, por mencionar algunos. 
Aunque Luis pudo haber jugado las eliminatorias para el mundial de Argentina 1978, se tuvo que conformar con ‘ver los toros desde la barrera’ ya que la federación deportiva extraescolar de Honduras, desistió de participar en las eliminatorias por las diferencias políticas que sostenía con el vecino país de El Salvador. 
Luis Cruz tuvo su revancha y fue partícipe de las eliminatorias de España 1982, donde clasificó en primer lugar en la eliminatoria jugada en Tegucigalpa en 1981. Una vez en el Mundial, tuvo la oportunidad de participar en el encuentro que Honduras sostuvo contra Irlanda del Norte.

## Fallecimiento
Cruz fue ingresado en un hospital de San Pedro Sula en enero de 2021 tras ser diagnosticado con COVID-19. El 27 de enero falleció a raíz de las complicaciones de la enfermedad, dos semanas antes de cumplir los 69 años.

## Participaciones en Copas del Mundo
| Mundial                        | Sede   | Resultado     |
| ------------------------------ | ------ | ------------- |
| Copa Mundial de Fútbol de 1982 | España | Primera fase. |

## Clubes
| Club                       | País     | Año               |
| -------------------------- | -------- | ----------------- |
| Club Deportivo Motagua     | Honduras | 1970-75 - 1984-86 |
| Real Club Deportivo España | Honduras | 1976-1980         |
| Atlético Morazán           | Honduras | 1981-1983         |
| Universidad                | Honduras | 1987-88           |

## Palmarés

### Títulos nacionales
| Título        | Equipo  | País     | Año     |
| ------------- | ------- | -------- | ------- |
| Liga Nacional | Motagua | Honduras | 1970-71 |
| Liga Nacional | Motagua | Honduras | 1973-74 |
| Liga Nacional | España  | Honduras | 1975-76 |
| Liga Nacional | España  | Honduras | 1976-77 |

### Títulos internacionales
| Título                                | Equipo   | Sede     | Año  |
| ------------------------------------- | -------- | -------- | ---- |
| Campeonato de Naciones de la Concacaf | Honduras | Honduras | 1981 |